# インペラートル・ニコライ1世 (戦艦・初代)
インペラートル・ニコライ1世（ロシア語:Император Николай Iイムピラータル・ニカラーイ・ピェールヴィイ）は、ロシア帝国で建造された戦艦である。ロシア帝国海軍では、当初は装甲艦（броненосец）、のち艦隊装甲艦（эскадренный броненосец）に分類していた。いわゆる前弩級戦艦である。艦名はクリミア戦争時のロシアの皇帝を讃えたもので、「皇帝ニコライ1世」という意味。ロシアでは外洋航海に適した最初の装甲艦のひとつで、ロシア艦隊の外国訪問の際にはしばしば旗艦を務めた。日露戦争の日本海海戦で大日本帝国海軍に捕獲され、戦艦壱岐となった。

## 建造
インペラートル・ニコライ1世は、当初は先に建造されたインペラートル・アレクサンドル2世の小型軽量版として、設計作業は1884年3月15日に建造計画が開始された。しかし、その設計は紆余曲折を経る難産となった。当初は梯形配置を持つ軽量小型の中央砲郭艦として要求されたものが、できあがってみれば結局インペラートル・アレクサンドル2世とほとんど同じ船型の艦になっていたのである。
当初、使用する2 基の動力機関は黒海にて用いられていた輸送船オープィトの搭載する3 基の蒸気機関の内2 基の流用が検討されたが、黒海艦隊の反対で実現せず、2 基とも新造されることになった。計画では、既存の305 mm砲2 門を艦首に、229 mm砲2 門を艦尾にそれぞれバーベット式の露砲塔へ配置する予定で、これに152 mm砲と魚雷発射管が装備されることになっていた。これで、排水量はインペラートル・アレクサンドル2世より1000 t近く削減できる計画であった。工期の遅延を防ぐため、武装などの装備品はなるべく既存のものが使用されるよう計画されていた。
この計画案は1885年にバルト工場への受注にまで辿り着いたものの、急遽取り消され実質インペラートル・アレクサンドル2世の同型艦として建造されることになった。同年、新型装甲艦はインペラートル・アレクサンドル2世級装甲艦の2番艦としてフランコ＝ロシア工場会社へ発注された。厳密には前のインペラートル・アレクサンドル2世の改良型となっており、砲塔を有し、船尾楼に変更を加えて提督室を延長し、救命艇とカッターを搭載していた。このような設計の下、新しい装甲艦はフランコ＝ロシア工場会社で建造された。工期は1889年7月以降とされた。1886年3月8日/2月20日建造開始。同年7月23日/8月4日起工。
造船技師はP・A・チトーフ、監督長官はN・Ye・クテーイニコフが務めた。船舶技師は、A・N・クルィローフ、Ye・A・ヴヴェヂェーンスキイ、N・P・ホミャコーフ、P・I・ボーコフであった。チトーフの指導の下、装甲艦の建造は帯板なしで行う方式が採られた。帯板のかわりに、船底と甲板の梁受け縦材を使用する方法が取られた。
しかし、既存の艦と同じ基本設計にするよう要求を変更したにも拘らず、提督用居室の設置や武装配置の変更、艦底への銅板被覆設置といった設計変更のため、大規模な設計見直しが必要となった。1887年には、インペラートル・ニコライ1世のための専用砲塔がデザインされた。これはバーベットを有する新設計の35口径305 mm砲で、艦首に連装砲、艦尾には連装砲にかえて単装砲を装備する計画であった。しかし、未完成であったことを理由に、1888年にはアレクセイ・アレクサンドロヴィチ大公の命によって35口径305 mm砲の搭載は中止され、インペラートル・アレクサンドル2世と同じ1877年式30口径305 mm砲が搭載されることになった。インペラートル・アレクサンドル2世同様の30口径305 mm連装砲に変更されたのは艦首の砲で、後部砲塔については搭載自体が中止された。
これに平行して、海事技術委員会（MTK）はクテーイニコフの指導の下、艦首砲塔を囲砲塔に変更することを決定した。これにより、50 tの重量増となった。囲砲塔の採用は1887年春の時点ですでに決まっていたが、新設計であったため完成に手間取り、結果、船体前部に関する工事は半年間停止することとなった。
インペラートル・ニコライ1世では、防御装甲として垂直防御に複合装甲、甲板装甲に軟鋼を用いていた。しかし、イギリスに発注した複合装甲は納入が遅れ、工期遅延の原因のひとつとなった。
アレクセイ大公は、艦の美観を保つため、設計上縮小されていたトップマストを延長するよう命じた。しかし、クテーイニコフによればこの新しい装甲艦は帆走に頼る必要がなく、徒に重量を嵩ませるだけのマストの延長は有害無益のものであった。クテーイニコフの陳情にも拘らず、マストを延長する緊急工事が施工された。
このように仕様要求と設計が右往左往した結果、工期は大幅に遅れることとなった。そして、装甲艦の建造はスキャンダルによって幕を下ろした。搭載された動力機関は計画出力を発揮せず、結果、艦は計画速力に達しなかった。艦は、世紀の変わり目にあって完全に旧式化しており、実際問題として、重武装の政府用ヨットとでもいうべきものであった。中でも、砲と装甲の旧式化が目立っていた。砲は黒色火薬を用いる旧式の短身砲で、射程はまったく不十分にして再装填も遅かった。装甲は被装甲面積が小さく、質も悪く、榴弾や半徹甲弾の破片からの防御において非常に劣っていた。いくつか、武装変更の計画もあった。しかし、のちの修理と改修工事の際、注意は機関部に集中された。
後年、インペラートル・ニコライ1世は、ロシア海軍の艦船の中で唯一、航行特性を建造当初より改善することに成功した艦となった。インペラートル・ニコライ1世は1898年から1900年にかけてオーバーホールを受けたが、新しいボイラーと機関に換装したこの工事によって速力が16.85 knに改善されたのである。一方、武装についての変更で実現したのは一点のみだった。主砲はまったく変更されず、提督室の上に新しい6 インチ砲と小口径砲が増設されただけであった。

## 艦容
インペラートル・ニコライ1世は、船体前部にのみ主砲を有していた。想定戦術は主に砲撃によっていたが、衝角による突撃も念頭に置いていた。主砲の数を犠牲にしてまで中間砲と副砲の搭載が強く求められたのは、その戦術上の必要からである。艦首の衝角は、インペラートル・アレクサンドル2世と比べより顕著なものに改められていた。艦尾の上部構造物は提督用の船室となっており、広い内部空間に豪華な設備を有していた。これはあまり戦闘時に役立つ設計とはいえなかったが、インペラートル・ニコライ1世が長きにわたって過ごした平時には、この設備は外交目的の航海の際に存分に生かされた。また、速力は劣るものの航洋性はバルト艦隊の同時代の装甲艦と比べればずっと優れたもので、遠洋航海の際には重宝される存在となった。
武装は、1877年式30口径305 mmカノン砲を連装で収めた囲砲塔1 基を船体前部に搭載した。中間砲は1877年式35口径229 mm単装砲を4 基、副砲は35口径152 mm単装砲を8 基搭載したが、これらは速射砲でなかった。152 mm砲は、のちの改装の際にカネー式45口径152 mm速射砲に換装されている。また、舷側の副砲ケースメートのあいだやファイティングトップには、当時装甲艦の脅威と考えられていた対水雷艇防御用に37 mmおよび47 mmのオチキス式5砲身ガトリング砲が装備されていた。このガトリング砲を搭載した装甲艦は、インペラートル・ニコライ1世が最後となった。これらは、のちにより性能の安定した単砲身式の速射砲に換装された。水雷兵装は、合わせて6 門の381 mm水上魚雷発射管と2 基の254 mm魚雷投擲機が搭載されていた。
防御はそもそもあまり芳しいものではなかったが、ほかのロシア装甲艦の大方と同様、排水量が予定を超過したことから、舷側装甲の大半が水中に没してしまっていたと見られている。幸いにも、実戦ではこの欠陥に由来して撃沈されるというような事態には至らなかった。
アレクセイ大公肝煎りで設置された帆装は結局使われることがなく、ほかの機帆走艦におけるのと同様、20世紀初頭には撤去された。

## 活動
インペラートル・ニコライ1世は1889年5月20日/6月1日に進水し、1890年9月26日/10月8日に艤装を行うためクロンシュタットに移った。1891年4月に竣工。海軍の艦船類別法が変更された関係で、1892年2月1日付けで装甲艦（броненосный корабль）から艦隊装甲艦（эскадренный броненосец）へ類別を変更された。1892年11月には、バルト艦隊へ配備された。
1893年、アメリカ発見400周年記念式典参加のためニューヨークを訪問し、それから地中海へ向かった。
日清戦争に際しては極東へ派遣され、1895年4月6日/4月28日に長崎に到着している。
1897年から1898年にかけては、P・P・アンドレーエフ海軍少将率いる艦隊の一艦として、クレタ島における紛争処理のための国際平和活動に参加した。その後、2年間にわたってオーバーホールを受けた。工事が終わると、S・O・マカーロフ海軍少将の旗の下、極東へ向けて出航した。
1902年にはバルト海へ戻り、若干の近代化改修工事を受けた。小口径砲の換装、戦闘墻楼位置の低減、探照燈設置スペース2 基の増設が、工事の主な内容であった。1904年末には、船尾楼を削減し、カネー式45口径152 mm砲1 基と、オチキス式43口径47 mm速射砲6 基を設置する改修工事を受けた。

## 日本海海戦

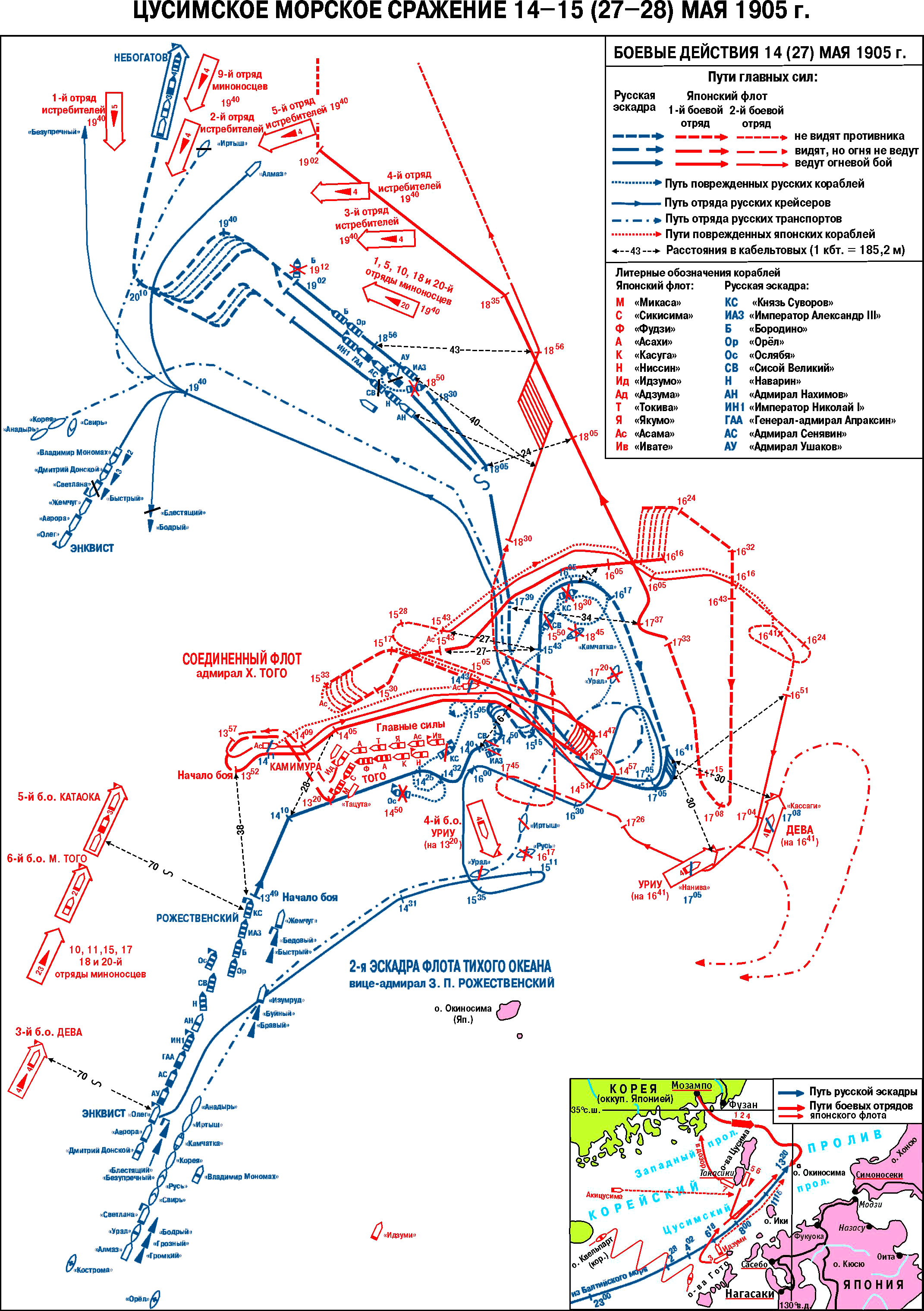
日本海海戦での各艦の行動。青色で「ИН1」と記されているものがインペラートル・ニコライ1世。（要拡大）

日露戦争が始まると、インペラートル・ニコライ1世は艦長V・V・スミルノーフ海軍大佐の指揮下、再び太平洋方面へ派遣されることとなった。インペラートル・ニコライ1世はN・I・ネボガートフ海軍少将麾下の第3太平洋艦隊第1分艦隊旗艦の任を授けられ、2月3日、リーバウを出港した。第1分艦隊は、沿岸防護装甲艦アドミラル・ウシャコフ、アドミラル・セニャーヴィン、ゲネラール＝アドミラル・アプラクシン、旧式装甲巡洋艦ウラジーミル・モノマフ、数隻の補助船舶から成っていた。第2分遣隊は、最新型の艦隊装甲艦スラヴァと3 隻の旧式艦、すなわち艦隊装甲艦インペラートル・アレクサンドル2世、装甲巡洋艦パーミャチ・アゾーヴァ、防護巡洋艦アドミラール・コルニーロフから編成される予定であった。しかし、建造中であったスラヴァの完成が間に合わなかったことから、派遣は中止された。
インドシナのカムラン湾外で第2太平洋艦隊と合流すると、その第3装甲艦隊の旗艦となった。ゲネラール＝アドミラール・アプラクシン、アドミラール・セニャーヴィン、アドミラール・ウシャコフが、引き続きインペラートル・ニコライ1世に従った。
しかしながら、結果として、日露戦争においてこの艦が果たした軍事上の役割は最小のものであった。1905年5月27日の日本海海戦に参加するも、主力艦隊の悲劇を救うのにほとんど何の寄与もしなかった。インペラートル・ニコライ1世は戦闘で日本艦隊の装甲巡洋艦浅間および出雲に損傷を与えたが、その功績は砲手の力量によるというよりはむしろ、日本側指揮官の経験不足と戦術的無知によるものであった。彼らは、インペラートル・ニコライ1世の射程限界を超えてネボガートフ提督率いるロシアの旧式艦隊へ接近したのである。
多くの人が、インペラートル・ニコライ1世をロシア海軍史上もっとも矛盾した艦であると呼んでいる。計画から運用に至るまで、この艦には許容しがたい欠陥付きの天才的な決心を具現していた。英雄的な遠征には、全艦隊の引渡しという先例のない恥辱が付いていた。ロシア艦隊の中でもっとも旧式であったその主砲は、戦艦富士の主砲塔装甲に破孔を穿つという、日本海海戦においてもっとも深刻な損傷を日本艦に与えたのである。

## 降伏
なんとか戦場を脱した第3装甲戦隊であったが、損傷軽微の当艦を除けば、残る2 隻の沿岸防護装甲艦、途中で合流した艦隊装甲艦オリョールはいずれも損傷の度合いが激しく、戦闘に堪える状態ではなかった。5月28日午前11時近く、日本艦隊に取り囲まれた残存戦隊は、北緯36度56分東経131度46分にてネボガートフ少将の命により日本艦隊へ降伏した。その際に降伏方法にロシア側に不手際があり、その間、約20分間にわたって日本艦隊から砲撃が加えられた。提督以下、乗員は捕虜となった。
「インペラートル・ニコライ1世」の被弾状況は以下のようなものであった。艦首付近の水面で炸裂した12インチ砲弾により舷側に多数の弾痕が生じ、水線付近に命中した8インチ砲弾1発と6インチ砲弾1発により下甲板に浸水が発生。前部9インチ砲門には12インチ砲弾1発が命中し、前部煙突後部を6インチ以上と思われる1弾が貫通。左舷艦載艇に8インチ程度の砲弾1発が命中し、前部砲塔左砲に命中した1弾によって砲身が損傷した。人的被害は死者5名、負傷者35名であった。
1905年8月31日/9月13日除籍。
1905年6月6日には、戦艦壱岐として大日本帝国海軍へ編入された。応急修理と塗装ののち、見島ならびに沖島とともにサハリン島の日本軍支援を行った。戦後、艦の砲撃訓練の用途を与えられた。
1915年10月には、実艦的として巡洋戦艦金剛ならびに比叡の砲撃で沈められた。

## ギャラリー

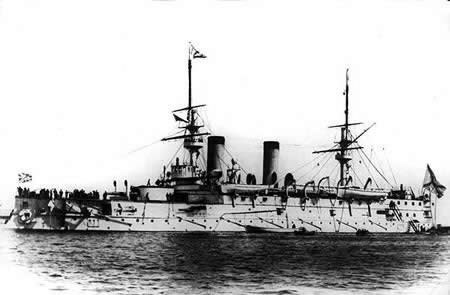
インペラートル・ニコライ1世。
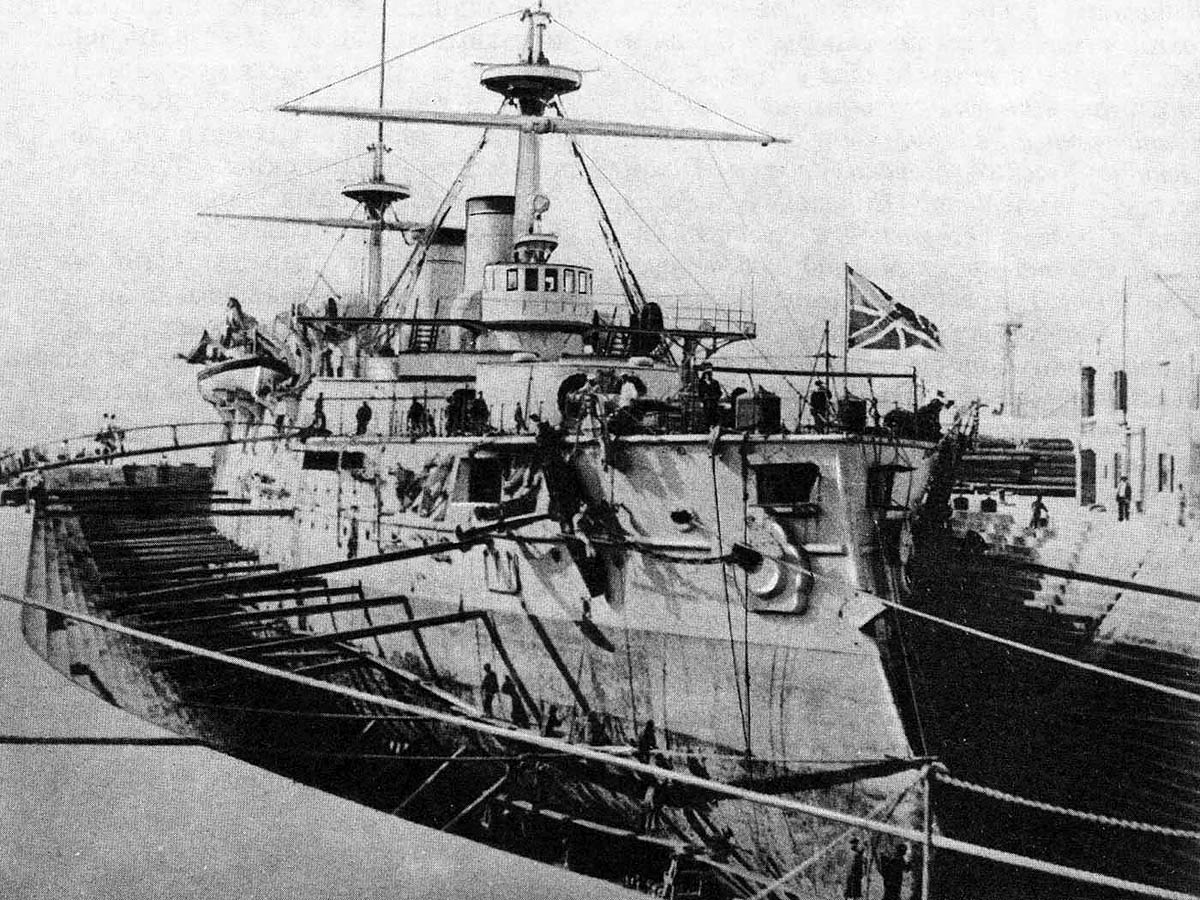
1895年末、香港の乾ドックにて整備を受けるインペラートル・ニコライ1世。
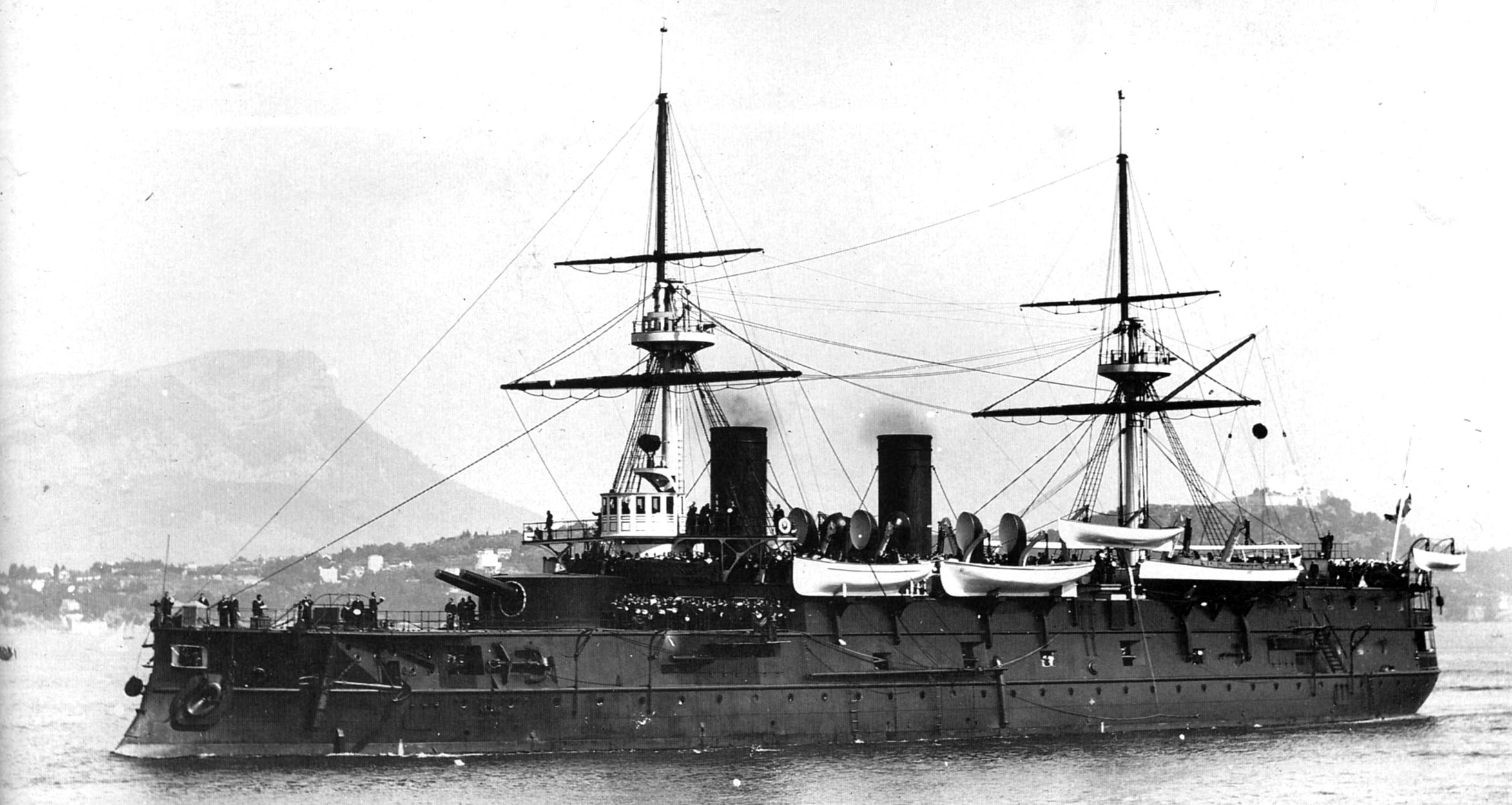
インペラートル・ニコライ1世。
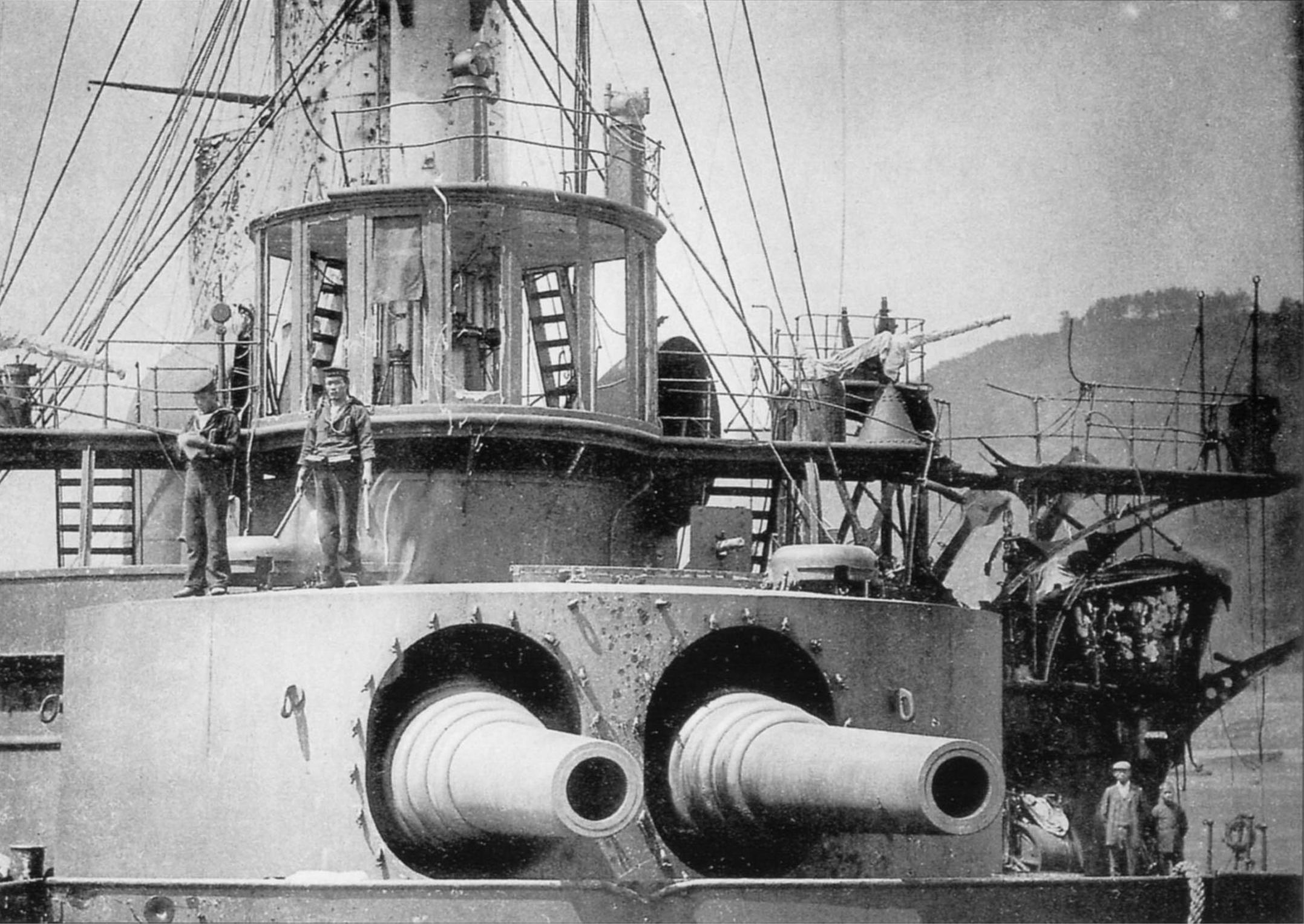
インペラートル・ニコライ1世の主砲塔。